# Ryan Paris
Ryan Paris (nascido: Fabio Roscioli, Roma, 12 de Março de 1953) é um cantor e músico italiano que ganhou popularidade internacional em 1983 com o single "Dolce Vita", composto e produzido por Pierluigi Giombini. Paris continuou a lançar discos em meados das décadas de 1980 e 1990, mas nunca mais foi capaz de repetir o sucesso anterior.
No Reino Unido o single alcançou a quinta posição no UK Singles Chart, foi lançado pela gravadora Carrere Records e esteve dez semanas na parada musical. Sem retornar à parada de sucessos, Paris permanece como um one-hit wonder.